# بتك اعراب (مقاطعة دهلران)
بتك اعراب (بالفارسية: پتک اعراب) هي قرية تقع في قسم نهرعنبر الريفي (مقاطعة دهلران) في إيران. يقدر عدد سكانها بـ 738 نسمة بحسب إحصاء 2016.